# Sinuolinea indica
Sinuolinea indica is een microscopische parasiet uit de familie Sinuolineidae. Sinuolinea indica werd in 1997 beschreven door Sarkar. 